# Дейв Наваро
Дейвид Майкъл Наваро (на английски: David Michael Navarro, р. 7 юни, 1967) е американски китарист известен с участията си в алтернативната рок група Jane's Addiction и фънк рок групата Ред Хот Чили Пепърс.

## Ранни години
Дейвид Наваро е роден в Санта Моника, Калифорния в семейството на Джеймс Раул Наваро и Констанс Колийн Хопкинс. По бащина линия произходът на Наваро е мексикански. Констанс работи като модел, участвайки в телевизионното предаване Let's Make a Deal. Дейв е единствен в семейството си, който не владее испански език. Причината за това е развода на родителите му, когато той е 7-годишен, прекарвайки повечето време с майка си.
Констанс Наваро е убита от гаджето си 8 години след развода. Убиецът ѝ е арестуван през 1991, благодарение на зрителско обаждане след поява на Дейв Наваро в поредицата America's Most Wanted. След смъртта на майка си, Дейв се мести да живее при баща си.

## Кариера

### Ранна кариера
В инструкционното си DVD Instructional Guitar Дейв Наваро разказва как е почнал да свири на китара на 7 години, след като е чул песен на Джими Хендрикс в скейтинг парк. Първата група, която участва е South Dakota Railroad в гимназията. По-късно Дейв сформира групата Dizaztre със Стивън Пъркинс на барабани и Рико Куеведо на бас и вокали.

### 1986 – 1993
Дейв Наваро се присъединява към Jane's Addiction през 1986 като водещ китарист, след като е предложен на вокалиста Пери Фаръл от Пъркинс. Групата включва и приятеля на Дейв от детството Ерик Ейвъри на бас китара. За 5 години на алтернатив рок сцената, групата се превръща в една от най-успешните. Поради лични търкания обаче групата се разпада през 1991 година. Фестивалът Лолаполоца е създадена от Фаръл като прощално турне за Jane's Addiction.
През 1993, Наваро сформира Deconstruction с Ейвъри на вокали и бас и Майкъл Мърфи на барабани. Групата издава едноименен албум през 1994 година. Рик Рубин взема участие в продуцирането му; Гилби Хейнс също взема участие в албума.

### 1993 – 1998
След напускането на Джон Фрушанте през май 1992 на Ред Хот Чили Пепърс, Дейв е помолен да се присъедини към групата, което се случва през 1993. Наваро дебютира на живо на фестивала Удсток '94, където групата свири в гигантски костюми под формата на електрическа крушка.. Единственият албум на Наваро с Ред Хот Чили Пепърс е One Hot Minute, издаден на 12 септември 1995. Въпреки критиките за по-слаб албум от предшественика си Blood Sugar Sex Magik, One Hot Minute успява да се наложи на пазара с продадени над 5 милиона копия.
През 1997, Наваро се присъединява за кратко към Jane's Addiction за турнето Jane's Relapse. В турнето се включва басистът на Ред Хот Чили Пепърс Флий, който замества Ейвъри. Флий и Наваро работят редом един до друг в няколко проекта, създават музика към автобиографичния филм на Хауърд Стърн, както и участват в албума на Аланис Морисет, Jagged Little Pill през 1995 година. Албумът е един от най-продаваните, изстрелвайки Морисет в звездна орбита.
Наваро изпитва трудности в студиото с Ред Хот Чили Пепърс, които през цялата си кариера творят след продуктивни джемове, докато Дейв е по-традиционен в това отношение, предпочитайки усамотяването. Това отчуждаване и проблемите с наркотиците водят до раздялата му с групата през април 1998. Случката, описана в автобиографията на Антъни Кийдис като края на отношенията им е поява на Дейв в студиото в дрогирано състояние, когато пада от усилвателя си на земята.

### 1998 – 2002
През 1998 Мерилин Менсън моли Наваро да свири китарно соло в песента му I Don't Like The Drugs (But The Drugs Like Me), която е включена в албума Mechanical Animals. Наваро работи и с ментора на Менсън, Трент Резнър от Nine Inch Nails в албума Further Down The Spiral в песента Piggy (Nothing Can Stop Me Now). Дейвид свири на бас и китара през 1999 в групата Нанси Рейгън. През същата година той взема участие в песента на Гънс Ен' Роузис, Oh My God, която е включена към саундтрака на филма Краят на Дните (End of Days). Дейв Наваро допринася за успеха на албума Hotel Paper на Мишел Бранш, свирейки в първия ѝ сингъл Are You Happy Now?. През 2002 година участва в песента Fighter на Кристина Агилера, включена в албума ѝ Stripped.
На 19 юни 2001 излиза единственият солов албум на Дейв Наваро, Trust No One. Участие в албума взема барабанистът Чад Смит от бившата му група Ред Хот Чили Пепърс.

### 2002 – 2008
In 2002, Jane's Addiction отново се събират през 2002, издавайки албума Strays през 2003. Следва световно турне на Jane's Addiction, което включва фестивала Лолаполоца, който не е успешен. След края на турнето, в сайта на Дейв е написано съобщение за ново разпадане на групата.
През 2006, Дейв сформира нова група, The Panic Channel, която влючва Стефън Пъркинс и Крис Чейни от Jane's Addiction, и Стийв Айзъкс като вокалист.
През април 2008 Jane's Addiction обявяват, че отново се сформират, след участие на наградите NME Awards.

## Личен живот
Наваро е бил женен три пъти. Първият му брак е за гримьорката Таня Годърд през 1990. Вторият му брак е за Райън Гитинс на 15 октомври 1994. Дейвид Наваро се жени за актрисата и еротичен модел Кармен Електра на 22 ноември 2003. 3 години по-късно на 8 август 2006, Наваро и Електра обявяват раздялата си пред списание Star Magazine.
По-късно има интимна връзка с порноактрисата Джейми Лангфорд. Самата Лангфорд твърди, че Наваро е правил секс с редица други порноактриси, като посочва Бритни Скай, Саша Грей, Сторми Даниълс, Джесика Джеймс, Брук Хейвън и Джоана Ейнджъл.

## Дискография

### Jane's Addiction
- Jane's Addiction (1987)
- Nothing's Shocking (1988)
- Ritual de lo Habitual (1990)
- Kettle Whistle (1997)
- Strays (2003)
- Up From the Catacombs - The Best of (2006)
- A Cabinet of Curiosities (Box set) (2009)

### Deconstruction
- Deconstruction (1994)

### Ред Хот Чили Пепърс
- One Hot Minute (1995)

### Соло
- Rhimorse (1995)
- Trust No One(2001)

### The Panic Channel
- (ONe) (2006)

### Гънс Ен' Роузис
- Музика към филма Краят на Дните (End of Days) (1999)